# Gonçalo Carvalho (ciclista)
Gonçalo Henrique Matos Carvalho, nascido em Coimbra 3 de dezembro de 1997, é um ciclista português, 

## Biografia
Gonçalo Carvalho começa a sua carreira no ciclismo em 2008, à idade de 11 anos. Em 2013, ele íntegrou o Clube Ciclismo Alcobaça-Crédito Agrícola, com o qual se faz rapidamente remarcar realizando um top 10 à Volta a Portugal para cadetes.
Passado em categoria júnior em 2014, ele consegue um sucesso no Circuito de Malveira. e termina sétimo à Volta a Portugal na sua categoria. Ele conhece por outra parte as suas primeiras selecções em equipa nacional de Portugal, para a Volta a Istria e o Troféu Karlsberg, duas provas da Copa das Nações Juniores. Em 2015, consegue a classificação geral do Challenge Principado de Astúrias Júnior em Espanha, após ter conseguido a primeira etapa. Mostra-se igualmente a sua vantagem no Campeonato de Portugal em estrada juniores, onde se inclina para 29 segundos em frente ao seu compatriota André Carvalho, bem como à Volta a Besaya, competição reputada do calendário espanhol que termina oitavo e melhor corredor português.
Em 2016, apanha a pequena equipa portuguesa Anicolor. Para os seus começos nas faixas esperanças, ganha uma etapa e termina terça do grande Prêmio de Gondomar, depois consegue a Volta à Ilha da Madeira. No Campeonato de Portugal esperanças, toma o sexto lugar, após ter levado durante um tempo a cabeça de carreira em solitária. Termina por outra parte sétimo da Volta a Portugal do Futuro.

## Palmarés em estrada
- 2015
  - Challenge Principado de Astúrias Júnior :
    - Classificação geral

  - 1.ª etapa
  - 2.º do Campeonato de Portugal em estrada juniores
- 2016
  - 2. ª etapa do grande Prêmio de Gondomar
    - 41.º Volta à Ilha da Madeira em bicicleta

  - 3.º do grande Prêmio de Gondomar

## Classificações mundiais
| Ano             | 2016   | 2017 | 2018  |
| UCI Europe Tour | 1 601. |      | 1 854 |